# 金田一京助
金田一京助（1882年5月5日—1971年11月14日）是日本语言学家。主要研究日本国语和阿依努语。
金田一京助出生于岩手县盛冈市四家町（现在本町通二丁目）。当过国学院大学，东京帝国大学教授，最后担任国学院大学名誉教授。日本学士院会员。在东京帝国大学取得文学博士称号。得到文化勋章。从三位勋一等。盛冈市名誉市民。石川啄木的好友。
长子金田一春彦也是语言学家。

## 经历
- 1882年（明治15年） - 作为长子出生在一个旅馆之家。父亲是金田一久米之助。
- 1888年（明治21年） - 盛冈第一寻常小学（现在仁王小学校）入学
- 1892年（明治25年） - 盛冈高等小学校（现在下桥中学校）入学
- 1896年（明治29年） - 岩手县立盛冈中学（现在盛冈第一高等学校）入学
- 1901年（明治34年） - 第二高等学校（现在东北大学）入学
- 1907年（明治40年） - 东京帝国大学（现在东京大学）文科，大学语言学毕业
- 1922年（大正11年） - 国学院大学教授
- 1926年（大正15年） - 大正大学讲师（～1940年）
- 1928年（昭和3年） - 东京帝国大学助教
- 1932年（昭和7年） - 因为研究阿依努叙事诗得到帝国学士院奖
- 1935年（昭和10年） - 取得文学博士
- 1941年（昭和16年） - 东京帝国教授（～1943年）
- 1948年（昭和23年） - 日本学士院会员
- 1954年（昭和29年） - 得到文化勋章
- 1959年（昭和34年） - 盛冈市名誉市民称号。2007年也是唯一的盛冈市名誉市民。
- 1971年（昭和46年） - 去世。授予从三位勋一等授与瑞宝章（战前授从四位勋四等）。

## 逸闻

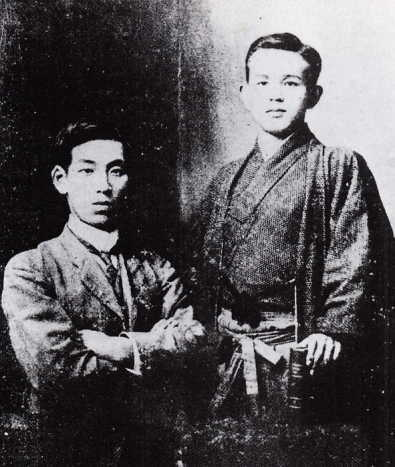
和好友石川啄木 （右）合影

- 盛冈中学时代金田一身材矮小但是喜欢柔道，为了不影响学习一大早就去学校的练习场，经常和比他大两岁的米内光政切磋，个子比金田一高大的米内光政反倒一直被摔。
- 和歌人石川啄木在第一高等学校的时候就是好朋友。经常借钱给他。
- 金田一起先研究阿依努语的时候无从下手。为了开头就画了一幅乱七八糟的图画给阿依努人看。阿依努人就用阿依努语说这是什么。于是金田一学会了阿依努语这是什么的发音。然后再通过这句话一点点学会其他阿依努语。
- 金田一毕生的大著是『阿依努叙事诗』，最初作为博士论文向大学提交可是没有人能够看懂，只好将其存放在大学图书馆里。在关东大地震中被烧毁。柳田国男恳请冈书院的老板冈茂雄出面请金田一重作。于是金田一用国语重新写了一遍。
- 金田一作为明解国语辞典的主编而家喻户晓。其实金田一本人没有参与编撰，这本辞典是东京帝国大学大学院的研究生见坊豪纪独力编撰的。学生出辞典不会被社会认可，于是三省堂介绍用金田一名义出书，并且让金田一京助的长子金田一春彦也担当一部分编撰工作。后世有很多辞典都有金田一京助的名字，其实都只是借用金田一京助的名字（不过这些辞典都非常通俗易懂，是学习日语的优秀工具）。
- 横沟正史的推理小说中名探金田一耕助的名字也是来自于金田一京助的灵感。横沟写本阵杀人事件的时候原本把主人公名字写为菊田一[2]，正好横沟有个邻居金田一安三（金田一京助的亲弟弟）所以就把菊田一改成了金田一。
- 昭和天皇听他关于阿依努的讲座，原本预定15分钟，金田一不知不觉说了2个小时。昭和天皇听得津津有味。金田一去世时天皇也作了赏赐。

## 著作
- 阿依努叙事诗的研究（全2巻）（1931年）
- 阿依努叙事诗集（全8巻）
- 国語音韵论
- 国语史 －系统论－
- 心的小径（随笔）
- 北方的人（随笔）
- 我走过的路（自传）（1968年、讲谈社）

## 家族
- 静子： 妻（旧姓 林）
  - 金田一春彦： 长子（国语学者）
    - 金田一真澄（日语：金田一真澄）： 孙（俄语学者）
    - 金田一秀穂： 孙（国语学者）
    - 美奈子： 孙女（高尔夫作家）

## 関連項目
- 文化人類学
- 伊波普猷
- 萱野茂
- 知里幸恵
- 知里真志保
- 違星北斗
- 久保寺逸彦
- 樺太
- 福田・金田一論争
- 金田一温泉
- 金田一氏
- 金田一京助博士記念賞

## 関連文献
- 金田一春彦『父京助を語る』信光社、1977年（補訂・教育出版、1986年）
- 大友幸男『金田一京助とアイヌ語』三一書房、2001年
- 丸山隆司『〈アイヌ〉学の誕生－金田一と知里と』彩流社、2002年
- 村井紀『南島イデオロギーの発生―柳田国男と植民地主義』福武書店、1992年 （岩波現代文庫、2004年）
- 安田敏朗『辞書の政治学－ことばの規範とはなにか』平凡社、2006年
- 西成彦・崎山政毅編『異郷の死－知里幸恵、そのまわり』人文書院、2007年
- 安田敏朗『金田一京助と日本語の近代』平凡社新書、2008年